# 極道つぶし
『極道つぶし』（ごくどうつぶし）は、佐々木拓丸による日本の漫画。『週刊ヤングジャンプ』（集英社）において、2004年23号から2005年25号まで連載された。全50話。また、『週刊ヤングジャンプ増刊・漫革』2005年8/15号において番外編が連載された。

## 登場人物

### マブシとその周辺
間淵 静（まぶち しずか）
主人公。20歳。通称「マブシ」。にんじんが嫌い。
6年生の頃、極道の内部抗争による流れ弾で母親を亡くす。またその際の流れ弾により、左頬に傷跡がある。
明晰な頭脳と機転で相棒の遊佐と共に椹拉会への復讐を成し遂げていくが、戦闘能力は特別高いわけではなく、護身用の切り札としてデリンジャーを隠し持っている。
最終回でユサを看取った後、椹拉会(立花組)の残党に撃たれ、母親とユサの幻を見て涙を流しながらコンビニの前で失血死する。
遊佐 槇雄（ゆさ まきお）
19歳。左利き。通称「ユサ」。常人離れした戦闘能力と回復力を持つが頭はあまり良くない。人の近くでゲップをする癖がある。
荒木寛磁と遊佐敦美との間に生まれたが、母親である敦美が椹拉会の資金流出の濡れ衣を着せられ、荒木の命を受けた配下に謀殺されている。
最後の戦いでは眩を仕留めるも致命傷を負い、最後の力を振り絞り秀光の隙を作りマブシの勝利に繋げるが、直後にマブシに看取られて絶命。
荒木ヒロト（あらき ヒロト）
荒木寛磁の子で、ユサの腹違いの弟。
父親である荒木の暴力で母親が半身不随になったことから父親を嫌っており、父親のようにならないために、弁護士を目指して勉強を進めている。小学生でありながら高校レベルの学習をしている。
中邑 達哉（なかむら たつや）
通称「ドク」。幾度となくマブシと遊佐を助ける。

### 椹拉会（さわらかい）関係者
荒木 寛磁（あらき かんじ）
椹拉会系組長。椹拉会関東ブロック長を務める。椹拉会内でも武闘派として知られ、警察だけでなく椹拉会内部からも狙われているため、極度に猜疑心が強く用心深い。
ユサとヒロトの実父であるが、父性は皆無で妻(ヒロトの母親)にも暴力的である他、8年前当時の愛人(ユサの母親)も部下に命じ殺害している。
沢田 哲夫（さわだ てつお）
椹拉会系組長補佐。荒木の側近で、荒木死後は椹拉会関東ブロック長を引き継ぐ。
荒木を補佐し表向きは忠実に使えていたが、本性は椹拉会のトップに立とうとする野心家で、秀光と共謀し裏でマブシの母親らの命を奪った内部抗争とユサの母親の謀殺に繋がる組織資金の流用の糸を引いていた。
立花（たちばな）
椹拉会系組長。荒木殺害に先立ちマブシらに殺害された。
部下からは慕われていた様で、最終回では立花組残党の若手が「育ててくれた組長(オヤジ)の仇」としてマブシを襲撃・殺害した。
櫻井 章造（さくらい しょうぞう）
関東椹拉会のトップ(三代目会長)で秀光の実父。秀光の回想に登場。

### その他の重要人物
櫻井 秀光（さくらい ひでみつ）
35歳。椹拉会三代目会長・櫻井章造の実子であるが、後継の打診を断って以降は対立した間柄である為、厳密には極道(ヤクザ)ではない。
公式には既に椹拉会と縁を切っているが、利害の一致から沢田と共謀し椹拉会の内部抗争の糸を引くなど、現在でも椹拉会関係者と関係を持つ他、警察内の人間ともパイプを持っている。
野心家で椹拉会をも出し抜き、日本のアングラマネーを支配しようと暗躍する。
本人や沢田の部下の言から、表向きは都内に数店舗を構える消費者金融の経営者であり、顧客の警察関係者から警察内の情報も入手している。
眩（げん）
秀光が雇った殺し専門のプロ。

### 番外編
鞘堂（さやどう）
マブシの小学生時代の同級生。通称「チャド」。頭が良いがマブシには勝てず常に次席であった為、マブシをライバル視していた。
時系列では本編の直前に再開した形となっており、現在は東京大学に通っている。
6年生になる時に親の都合でイギリスに引っ越したため、8年前の事件は知らないが、別れ際にマブシの頬の傷から深い事情がある事を察すると同時に、自分のマブシに対する想いが単なるライバル心だけでなく、尊敬心や恋心が織り交ざったものであったと気付き、違う世界の人間になっても「(マブシの目標達成を)応援している」と激励の言葉を送り、マブシからも幸せだった頃を再び認識させてくれた事を感謝され別れた。

## 用語
極道つぶし（ごくどうつぶし）
間淵静(マブシ)と遊佐槇雄(ユサ)の二人組。
それぞれの母親の仇である椹拉会幹部の荒木(荒木死後の真相判明後は黒幕の秀光と共謀者の沢田)殺害を目的とし、荒木に繋がる情報収集の為に主に椹拉会系暴力団組員を襲撃し情報を吐かせた後に殺害していた事から名付けられた。
椹拉会（さわらかい）
本作に登場する架空の暴力団。正式名称は関東椹拉会。関東地方を中心に全国的に展開している事が示唆されている。

## 単行本
- 佐々木拓丸 『極道つぶし』 集英社〈ヤングジャンプ・コミックス〉、全5巻
  1. 2004年11月24日発行（2004年11月19日発売）、ISBN 4-08-876701-2
  2. 2004年11月24日発行（2004年11月19日発売）、ISBN 4-08-876702-0
  3. 2005年3月23日発行（2005年3月18日発売）、ISBN 4-08-876763-2
  4. 2005年6月22日発行（2005年6月17日発売）、ISBN 4-08-876805-1
  5. 2005年8月24日発行（2005年8月19日発売）、ISBN 4-08-876836-1